# John Capel
John Capel (Estados Unidos, 27 de octubre de 1978) es un ex-atleta estadounidense, especialista en las pruebas de 200 m y relevos 4 x 100 m, con las que ha logrado ser bicampeón mundial en 2003.

## Carrera deportiva
Su gran triungo deportivo lo obtuvo en el Mundial de París 2003 donde consiguió dos medallas de oro: en 200 m, con un tiempo de 20.30 s, quedando por delante de su compatriota Darvis Patton y del japonés Shingo Suetsugu; y en los relevos 4 x 100 m, con un tiempo de 38.06 s quedando por delante de Brasil y Países Bajos.
Y dos años más tarde, en el Mundial de Helsinki 2005 ganó la medalla de bronce en los 200 metros, con un tiempo de 20.31 s quedando tras sus compatriotas los estadounidenses Justin Gatlin y Wallace Spearmon.